# CSS
 Ovo je glavno značenje pojma CSS. Za druga značenja pogledajte CSS (razdvojba).
CSS je kratica od (eng.) Cascading Style Sheets. Radi se o stilskom jeziku, koji se rabi za opis prezentacije dokumenta napisanog pomoću markup (HTML) jezika.
Kako se web razvijao, prvotno su u HTML ubacivani elementi za definiciju prezentacije (npr. tag <font>), ali je dovoljno brzo uočena potreba za stilskim jezikom koji će HTML osloboditi potrebe prikazivanja sadržaja (što je prvenstvena namjena HTML-a) i njegovog oblikovanja (čemu danas služi CSS). Drugim riječima, stil definira kako prikazati HTML elemente. CSS-om se uređuje sam izgled i raspored stranice.

## Sintaksa
Style sheet u CSS-u sastoji se od nekoliko pravila. Svako pravilo sastoji se od selektora i deklaracijskog bloka.

### Selektor
Selektor (engl. selector) označava dio markupa na koji se primjenjuje stil. Selektor može biti:
- svi elementi istog tipa, npr. svi h2 elementi
- elementi određenog id ili class atributa:
  - id: jedinstven element
  - class: može obuhvaćati više od jednog elementa
- elementi u odnosu na druge elemente u DOM-u

Pseudoklase su klase koje omogućuju opisivanje informacija koje nisu dostupne u DOM-u poput :hover koji identificira sadržaj samo ako korisnik drži pokazivač nad sadržajem.

### Deklaracijski blok
Deklaracijski blok su vitičaste zagrade unutar kojih se nalaze deklaracije. Svaka deklaracija sastoji se od svojstva, dvotočke (:) i vrijednosti. Između svake dvije uzastopne deklaracije mora se nalaziti točka zarez (;).
Vrijednosti mogu biti ključne riječi poput "center" (sredina) i "inherit" (naslijedi), brojčane vrijednosti poput 100 (debljina fonta), 200px (200 piksela), 50vw (50 % širine viewporta) ili 80% (80 % širine prozora). Vrijednosti boja mogu biti ključne riječi (npr. "red" za crveno), heksadecimalne vrijednosti (npr. #FF0000 ili #F00), RGB vrijednosti od 0 do 255 (npr. rgb(255, 0, 0)), RGBA vrijednosti koje uključuju i alpha prozirnost (npr. rgba(255, 0, 0, 0.8)) ili HSL/HSLA vrijednosti (npr. hsl(000, 100%, 50%), hsla(000, 100%, 50%, 80%)).

### Primjeri
CSS možemo pisati unutar same HTML stranice, na dva načina:
- kao stilove u zaglavlju HTML dokumenta (tj. između <style> i </style> elementa)

```
   <style type="text/css">
     h1 { color: blue }
   </style>
```

- unutar samih HTML tagova, npr. <p style="color: magenta;">Neki tekst</p> što daje: Neki tekst

ili ga možemo definirati u posebnom dokumentu, i rabiti pomoću poziva:
- <link rel="stylesheet" href="xyz.css" type="text/css">

ili pak:
```
   <style type="text/css">
     @import url(
http://www.neki.url/neki_stil%5Bneaktivna+poveznica%5D
);
   </style>
```

## Vanjske poveznice
- (eng.) CSS1 specifikacija
- (eng.) CSS2 specifikacija